# لز گرا
لز گرا (به فرانسوی: Les Gras) یک کمون در فرانسه است که در Canton of Morteau واقع شده‌است.

## خصوصیات
لز گرا ۱۴٫۹۹ کیلومترمربع مساحت و ۷۴۰ نفر جمعیت دارد.